# إيرفين فاوست
إيرفين فاوست (بالإنجليزية: Irvin Faust)‏ (11 يونيو 1924 - 24 يوليو 2012)؛ روائي أمريكي.